# Opius praesentarius
Opius praesentarius är en stekelart som beskrevs av Fischer 1963. Opius praesentarius ingår i släktet Opius och familjen bracksteklar. Inga underarter finns listade i Catalogue of Life.